# Натализм
Натали́зм, пронатали́зм (лат. pro — за + natalis — рождение) — политика поощрения роста рождаемости в обществе, как правило в целях борьбы с депопуляцией. Сторонники натализма призывают использовать для повышения рождаемости как запретительные (ограничение доступа широких слоев населения к средствам контрацепции, запрет абортов и т. д.), так и поощрительные методы: пропаганда социальных установок, превозносящих роль материнства (т. н. «пронаталистические ценности»), материальная и социальная поддержка многодетных семей.
Противоположная натализму философская или политическая позиция — антинатализм.

## Натализм в религии
Концепция натализма активно пропагандируется во всех авраамических религиях. Заповедь «Плодитесь и размножайтесь», согласно Библии, является первой, данной человечеству Богом.

## Натализм как политика
Большинство стран, избравших натализм в качестве государственной политики (Франция, Швеция, Россия), поддерживают деторождение вообще, пытаясь увеличить коэффициент суммарной рождаемости. По мнению социолога К. А. Шестакова, одним из самых эффективных способов проведения пронаталистской политики является аксиологическое воздействие на ценностные ориентации, отвечающие за регулирование репродуктивного поведения. А, к примеру, Сингапур придерживается политики поощрения браков между успешными, высокообразованными людьми, предлагая даже стерилизацию наркозависимым и малообразованным гражданам (подобного рода политика по отношению к деторождению называется евгеникой).

## Критика натализма
Антинаталистическая позиция имеет несколько разных мотивов. Основные из них:
- перенаселение Земли[5] и вытекающие из этого проблемы голода[6][7] и истощения невозобновляемых энергетических и других ресурсов[8];
- этическая сторона вопроса[прояснить].